# Association liechtensteinoise d'athlétisme
L'Association liechtensteinoise d'athlétisme  (en allemand Liechtensteiner Leichtathletikverband) est la fédération d'athlétisme du Liechtenstein, membre de l'Association européenne d'athlétisme et de l'IAAF.
La LLV est membre du Comité olympique du Liechtenstein (LOC) et a pour partenaire l'Association suisse d'athlétisme et l'Association d'athlétisme de Saint-Gall (SGALV).
Jusqu'en 2011, outre la LLV, l'Association liechtensteinoise de gymnastique et d'athlétisme (LTLV) était également responsable de l'athlétisme. En 2011, après 30 ans de coexistence, la LTLV et la LLV ont voulu adapter les structures aux normes internationales et répartir les tâches, la LTLV étant responsable de la gymnastique et renommé en Association de gymnastique du Liechtenstein (TVL) et la LLV de l'athlétisme en tant qu'associations indépendantes au Liechtenstein.